# Ю-Дефорж, Пьер Луи
Пьер Луи Ю-Дефорж (в некоторых источниках Гус-Дефорж, фр. Pierre-Louis Hus-Desforges; 24 марта 1773 года, Тулон — 20 января 1838 года, Понлевуа, Луар и Шер) — французский виолончелист, композитор и дирижёр. Внук скрипача Джованни Джорновики.

## Биография
По отцовской линии происходил из разветвлённой семьи театральных актёров и режиссёров. Пел в хоре мальчиков в кафдеральном соборе Ла-Рошели, любительским образом обучаясь игре на виолончели и трубе. В 1792 г. поступил трубачом в революционную армию, но вскоре потерял палец и был вынужден оставить военную службу. Поступил в Парижскую консерваторию в класс Жана-Батиста Жансона, учился также у Бенуа Бербигье. Работал как дирижёр и исполнитель в различных парижских оркестрах, в 1800—1812 гг. работал в Санкт-Петербурге, в 1819—1822 гг. возглавлял музыкальную школу в Меце.
Последние годы жизни провёл вместе со своим наставником Бербигье в городке Понлевуа, где у него учился Леон Жаккар.